# Давід Лопес Сільва
Давід Лопес Сільва (ісп. David López Silva, нар. 9 жовтня 1989, Барселона) — іспанський футболіст, півзахисник клубу «Жирона».

## Клубна кар'єра
Народився 9 жовтня 1989 року в місті Барселона. Вихованець юнацьких команд місцевих футбольних клубів «Дамм» та «Еспаньйол».
У дорослому футболі дебютував 2008 року виступами за другу команду «Еспаньйола». Сезон 2009/10 провів в оренді у клубі «Тарраса», команда якого змагалася у третій за силою іспанській лізі  Сегунда Дивізіон Б. Повернувшись з оренди дебютував в іграх за основну команду «Еспаньйола», у складі якої, втім не закріпився і був знову відданий в оренду, спочатку до «Леганеса» (в сезоні 2011/12), а згодом до «Уески» (в сезоні 2012/13).
2013 року повернувся до «Еспаньйола», де нарешті виборов собі місце в основному складі.
31 серпня 2014 року уклав п'ятирічний контракт з італійським «Наполі».

## Виступи за збірну
2013 року провів одну гру в складі невизнаної міжнародними футбольними організаціями збірної Каталонії.

## Статистика виступів

### Статистика клубних виступів
Станом на 8 березня 2015
| Сезон                 | Команда               | Чемпіонат             | Чемпіонат | Чемпіонат | Національний кубок | Національний кубок | Національний кубок | Єврокубки | Єврокубки | Єврокубки | Інші змагання | Інші змагання | Інші змагання | Усього | Усього |
| Сезон                 | Команда               | Ліга                  | Ігор      | Голів     | Ліга               | Ігор               | Голів              | Ліга      | Ігор      | Голів     | Ліга          | Ігор          | Голів         | Ігор   | Голів  |
| --------------------- | --------------------- | --------------------- | --------- | --------- | ------------------ | ------------------ | ------------------ | --------- | --------- | --------- | ------------- | ------------- | ------------- | ------ | ------ |
| 2009–10               | «Тарраса»             | СДБ                   | 30        | 2         | КІ                 | 0                  | 0                  | -         | -         | -         | -             | -             | -             | 30     | 2      |
| 2010–11               | «Еспаньйол»           | ПД                    | 3         | 0         | КІ                 | 0                  | 0                  | -         | -         | -         | -             | -             | -             | 3      | 0      |
| 2011–12               | «Леганес»             | СДБ                   | 30        | 4         | КІ                 | 2                  | 0                  | -         | -         | -         | -             | -             | -             | 32     | 4      |
| 2012–13               | «Уеска»               | СД                    | 38        | 3         | КІ                 | 2                  | 0                  | -         | -         | -         | -             | -             | -             | 40     | 3      |
| 2013–14               | «Еспаньйол»           | ПД                    | 33        | 2         | КІ                 | 4                  | 1                  | -         | -         | -         | -             | -             | -             | 37     | 3      |
| серп. 2014            | «Еспаньйол»           | ПД                    | 1         | 0         | КІ                 | 0                  | 0                  | -         | -         | -         | -             | -             | -             | 1      | 0      |
| Усього за «Еспаньйол» | Усього за «Еспаньйол» | Усього за «Еспаньйол» | 37        | 2         |                    | 4                  | 1                  |           | -         | -         |               | -             | -             | 41     | 3      |
| серп. 2014–15         | «Наполі»              | A                     | 22        | 0         | КІ                 | 2                  | 0                  | ЛЄ        | 4         | 0         | СІ            | 1             | 0             | 29     | 0      |
| Усього за кар'єру     | Усього за кар'єру     | Усього за кар'єру     | 153       | 11        |                    | 9                  | 1                  |           | 3         | 0         |               | 1             | 0             | 172    | 12     |

## Титули і досягнення
- Володар Суперкубка Італії з футболу (1):

«Наполі»:  2014